# Coleophora etoshae
Coleophora etoshae is een vlinder uit de familie kokermotten (Coleophoridae). De wetenschappelijke naam van deze soort is voor het eerst geldig gepubliceerd in 2011 door Giorgio Baldizzone & Hugo van der Wolf.

## Type
- holotype: "male, 14-16.XII.1993. leg. Mey & Ebert"
- instituut: ZMHU, Berlijn, Duitsland
- typelocatie: "Namibia, Namutoni, Etosha National Park"

De soort komt voor in het Afrotropisch gebied.